# Álvaro de Campos

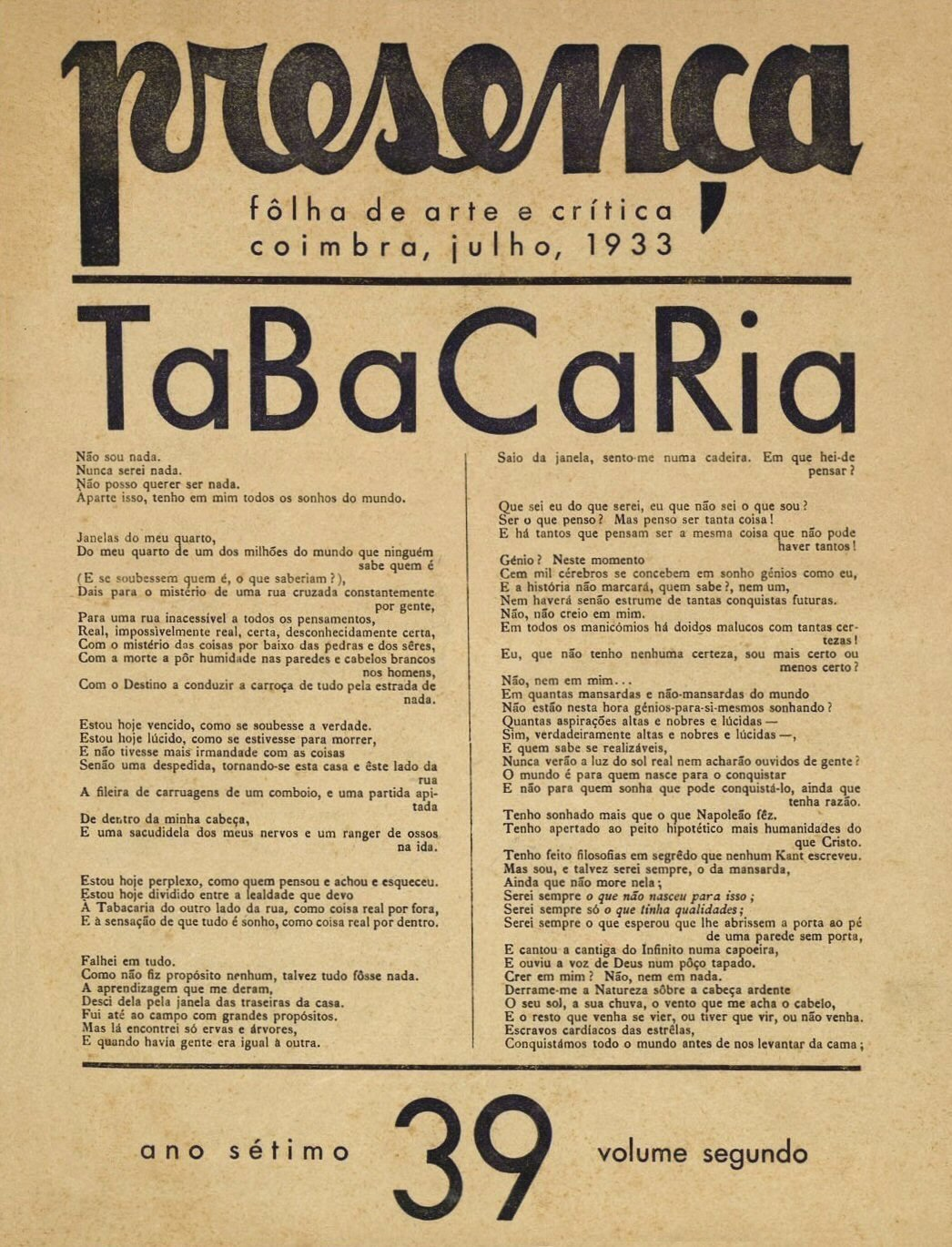
"Tabacaria", poema de Álvaro de Campos publicado originalmente na revista coimbrã Presença em julho de 1933.

Álvaro de Campos (Tavira ou Lisboa, 13 ou 15 de Outubro de 1890 — 1935) é um dos heterónimos mais conhecidos, verdadeiro alter ego do escritor português Fernando Pessoa, que fez uma biografia para cada uma das suas personalidades literárias, a que chamou heterónimos. Como alter ego de Pessoa, Álvaro de Campos sucedeu a Alexander Search, um heterónimo que surgiu ainda na África do Sul, onde Pessoa passou a infância e adolescência.

## Biografia
Depois de "uma educação vulgar de liceu" Álvaro de Campos foi "estudar engenharia, primeiro mecânica e depois naval" em Glasgow, realizou uma viagem ao Oriente, registada no seu poema "Opiário", e trabalhou em Londres, Barrow on Furness e Newcastle upon Tyne (1922). Desempregado, teria voltado para Lisboa em 1926, mergulhando então num pessimismo decadentista. O poema "Tabacaria", de 1928, foi uma das criações de Álvaro de Campos.

## A heteronímia
Em 13 de Janeiro de 1935, Fernando Pessoa escreveu uma longa carta a Adolfo Casais Monteiro, respondendo a algumas questões, designadamente sobre a génese dos heterónimos. Em resposta, Pessoa fez uma «história directa» dos seus principais heterónimos, que considera serem Alberto Caeiro, Ricardo Reis e Álvaro de Campos. "Eu vejo diante de mim, no espaço incolor mas real do sonho, as caras, os gestos de Caeiro, Ricardo Reis e Álvaro de Campos. Construi-lhes as idades e as vidas".:
Criei, então, uma coterie inexistente. Fixei aquilo tudo em moldes de realidade. Graduei as influências, conheci as amizades, ouvi, dentro de mim, as discussões e as divergências de critérios, e em tudo isto me parece que fui eu, criador de tudo, o menos que ali houve. Parece que tudo se passou independentemente de mim. E parece que assim ainda se passa. Se algum dia eu puder publicar a discussão estética entre Ricardo Reis e Álvaro de Campos, verá como eles são diferentes, e como eu não sou nada na matéria.

— Fernando Pessoa, Correspondência (1923-1935), 
edição: Manuela Parreira da Silva, Lisboa: Assírio & Alvim, 1999, pp. 343-344.
Quanto a Bernardo Soares, "ajudante de guarda-livros na cidade de Lisboa" e autor do Livro do Desassossego, uma das suas mais conhecidas personalidades literárias, Pessoa esclarece que ele não é um verdadeiro heterónimo: "O meu semi-heterónimo Bernardo Soares, que aliás em muitas coisas se parece com Álvaro de Campos, aparece sempre que estou cansado ou sonolento, de sorte que tenha um pouco suspensas as qualidades de raciocínio e de inibição; aquela prosa é um constante devaneio. É um semi-heterónimo porque, não sendo a personalidade a minha, é, não diferente da minha, mas uma simples mutilação dela. Sou eu menos o raciocínio e a afectividade".

## Álvaro de Campos por Fernando Pessoa
Na referida carta para Adolfo Casais Monteiro, Pessoa afirma que entrava na personalidade de Álvaro de Campos quando sentia "um súbito impulso para escrever" e não sabia o quê, exprimindo através dele "toda a emoção" que não dava nem a si nem à vida:
Passo agora a responder à sua pergunta sobre a génese dos meus heterónimos. Vou ver se consigo responder-lhe completamente.

Começo pela parte psiquiátrica. [...]
Se eu fosse mulher — na mulher os fenómenos histéricos rompem em ataques e coisas parecidas — cada poema de Álvaro de Campos (o mais histericamente histérico de mim) seria um alarme para a vizinhança. Mas sou homem — e nos homens a histeria assume principalmente aspectos mentais; assim tudo acaba em silêncio e poesia [...].
E, de repente, e em derivação oposta à de Ricardo Reis, surgiu-me impetuosamente um novo indivíduo. Num jacto, e à máquina de escrever, sem interrupção nem emenda, surgiu a Ode Triunfal de Álvaro de Campos — a Ode com esse nome e o homem com o nome que tem. [...]
Quando foi da publicação de "Orpheu", foi preciso, à última hora, arranjar qualquer coisa para completar o número de páginas. Sugeri então ao Sá-Carneiro que eu fizesse um poema «antigo» do Álvaro de Campos — um poema de como o Álvaro de Campos seria antes de ter conhecido Caeiro e ter caído sob a sua influência. E assim fiz o Opiário, em que tentei dar todas as tendências latentes do Álvaro de Campos, conforme haviam de ser depois reveladas, mas sem haver ainda qualquer traço de contacto com o seu mestre Caeiro. Foi dos poemas que tenho escrito, o que me deu mais que fazer, pelo duplo poder de despersonalização que tive que desenvolver. Mas, enfim, creio que não saiu mau, e que dá o Álvaro em botão [...].
Álvaro de Campos nasceu em Tavira, no dia 15 de Outubro de 1890 (às 1.30 da tarde, diz-me o Ferreira Gomes; e é verdade, pois, feito o horóscopo para essa hora, está certo). Este, como sabe, é engenheiro naval (por Glasgow), mas agora está aqui em Lisboa em inactividade. [...]
Álvaro de Campos é alto (1,75 m de altura, mais 2 cm do que eu), magro e um pouco tendente a curvar-se. Cara rapada [...] entre branco e moreno, tipo vagamente de judeu português, cabelo, porém, liso e normalmente apartado ao lado, monóculo. [...]
Álvaro de Campos teve uma educação vulgar de liceu; depois foi mandado para a Escócia estudar engenharia, primeiro mecânica e depois naval. Numas férias fez a viagem ao Oriente de onde resultou o Opiário. Ensinou-lhe latim um tio beirão que era padre. [...]

— Fernando Pessoa, Correspondência (1923-1935), 
edição: Manuela Parreira da Silva, Lisboa: Assírio & Alvim, 1999, pp. 340-344.

## Álvaro de Campos por Álvaro de Campos

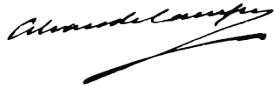
Assinatura de Álvaro de Campos.

No poema "Opiário", publicado no primeiro número da revista Orpheu, supostamente escrito em Março de 1914, no "canal de Suez, a bordo", e dedicado ao "Senhor Mário de Sá-Carneiro", Álvaro de Campos descreve-se assim:
 Eu, que fui sempre um mau estudante, agora
Não faço mais que ver o navio ir
Pelo canal de Suez a conduzir
A minha vida, canfora na aurora.
[...]
E fui criança como toda a gente.
Nasci numa provincia portuguêsa
E tenho conhecido gente inglêsa
Que diz que eu sei inglês perfeitamente.
[...]
Eu fingi que estudei engenharia.
Vivi na Escóssia. Visitei a Irlanda.
Meu coração é uma avòzinha que anda
Pedindo esmólas ás portas da Alegria.
[...]
Volto á Europa descontente, e em sortes
De vir a ser um poeta sonambólico.
Eu sou monárquico mas não católico
E gostava de ser as coisas fortes.
[...]
Pertenço a um genero de portuguêses
Que depois de estar a India descoberta
Ficaram sem trabalho. A morte é certa.
Tenho pensado nisto muitas vezes.
[...]
Caio no ópio por força. Lá querer
Que eu leve a limpo uma vida destas
Não se pode exigir. Almas honestas
Com horas pra dormir e pra comer,
[...]
Um inutil. Mas é tão justo sê-lo!
Pudesse a gente despresar os outros
E, ainda que co'os cotovêlos rôtos,
Ser herói, doido, amaldiçoado ou bélo!
[...]
E afinal o que quero é fé, é calma,
E não ter estas sensações confusas.
Deus que acabe com isto! Abra as eclusas --
E basta de comédias na minh'alma!

— ORPHEU – Revista Trimestral de Literatura, n.º 1
Janeiro–Fevereiro–Março de 1915, pp. 71-76.

## A obra de Álvaro de Campos

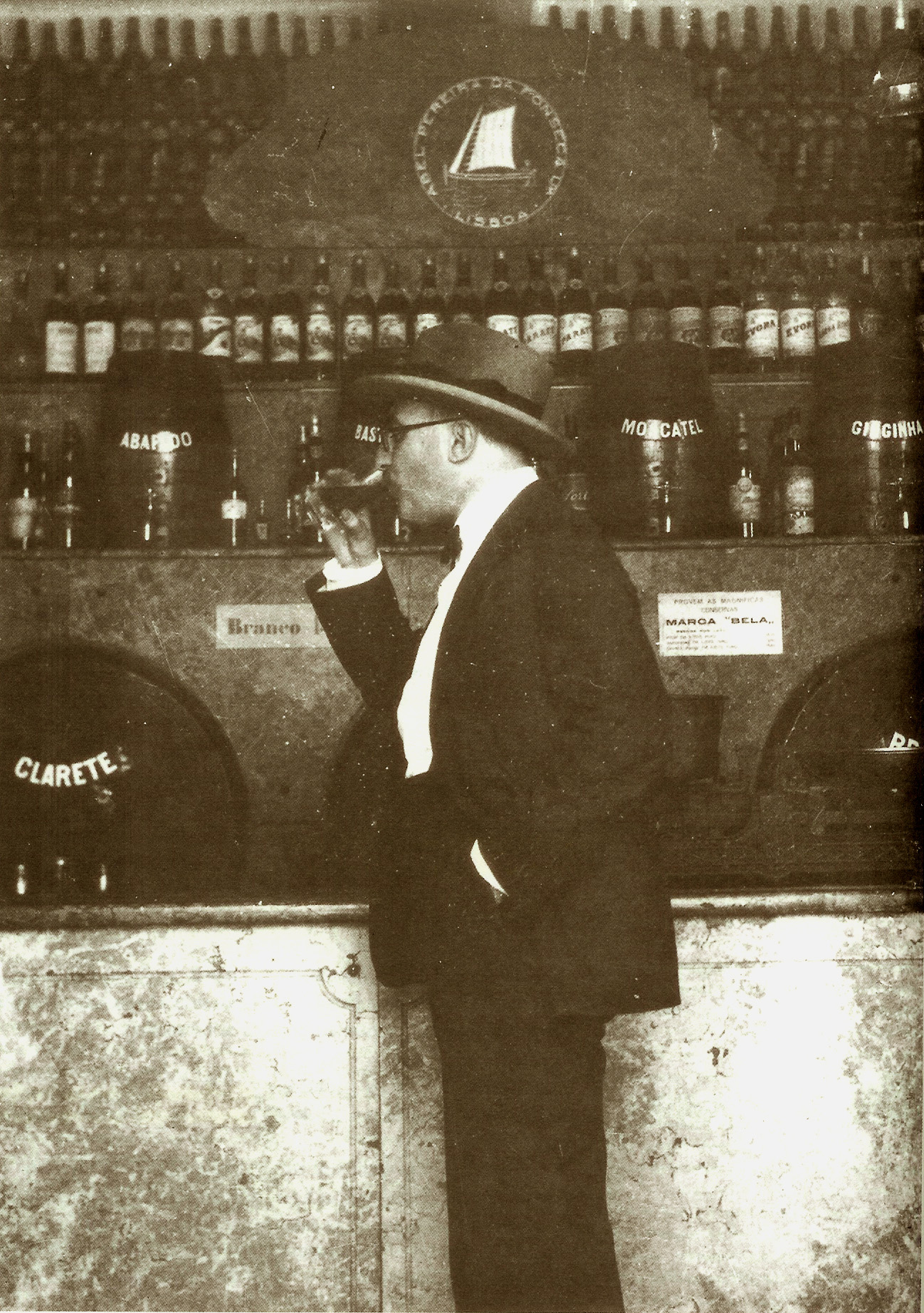
Fernando Pessoa "em flagrante delitro" ou seria Álvaro de Campos, na taberna Abel Pereira da Fonseca, em 1928?

Entre todos os heterónimos, Álvaro de Campos foi o único a manifestar fases poéticas diferentes. Houve três fases distintas na sua obra. Começou  a sua trajectória como decadentista (influenciado pelo Simbolismo), mas logo adere ao Futurismo: é a chamada "fase sensacionista", em que produz, com um estilo assemelhado ao de Walt Whitman (a quem dedicou um poema, "Saudação a Walt Whitman"), versilibrista, jactante, e com uma linguagem eufórica onde abundam as onomatopeias, uma série de poemas de exaltação do mundo moderno, do progresso técnico e científico, da industrialização e da evolução da humanidade. Nesta primeira fase, Álvaro de Campos foi influenciado por Marinetti, o fundador do futurismo.
Após uma série de desilusões e crises existenciais, a sua escrita assume uma expressão niilista ou intimista, conhecida como "fase abúlicólica", assemelhando-se bastante, sobretudo nas temáticas abordadas, à obra do Pessoa ortónimo. A desilusão do mundo em que vive, a tristeza, o cansaço ("o que há em mim é sobretudo cansaço", assim começa um dos seus mais famosos poemas) leva-o a reflectir, de modo assaz saudosista, sobre a sua infância, passada na «velha casa»: infância arquetípica, de uma felicidade plena, é o contraponto ao seu presente. Uma fase caracterizada pelo cansaço e pelo sono que se denota bastante no poema pessimista Dactilografia da obra Poemas:
Que náusea de vida!
Que abjecção esta regularidade!
Que sono este ser assim !— Dactilografia.
No poema Aniversário Álvaro de Campos compara a sua infância, "o tempo em que festejava o dia dos meus anos" com o tempo presente, em que afirma "já não faço anos. Duro. Somam-se-me dias". Este é talvez o exemplo mais acabado - e mais conhecido - dessa mitificação da infância, por contraste à tristeza e descrença do poeta no presente.

## Fases da escrita
É possível verificar que existiram três fases na escrita de Campos: a primeira, a decadentista, é a que mais se aproxima da nossa poesia de final do século; a segunda, a modernista, corresponde à experiência de vanguarda iniciada com Orpheu; e a terceira é a negativista, na qual a angústia de existir e ser mais se evidencia e se radicaliza.
1ª Fase - Decadentista
Nesta fase o poeta exprime o tédio, o cansaço e a necessidade de novas sensações (“Opiário”). Também o decadentismo surge como uma atitude estética finissecular que exprime o tédio, o enfado, a náusea, o cansaço, o abatimento e a necessidade de novas sensações. Esta fase expressa-se como a falta de um sentido para a vida e a necessidade de fuga à monotonia, com preciosismo, símbolos e imagens apresenta-se marcado pelo Romantismo e pelo Simbolismo.
Citações que sintetizam a fase:
“E afinal o que quero é fé, é calma/ E não ter estas sensações confusas.”
“E eu vou buscar o ópio que consola.”
"É antes do ópio que a minha alma é doente"
2ª Fase – Modernista/Sensacionista
Esta fase foi bastante marcada pela influência de Walt Whitman e de Marinetti (Manifesto Futurista), nela, Álvaro de Campos celebra o triunfo da máquina e da civilização moderna. Sente-se nos poemas uma atracção quase erótica pelas máquinas, símbolo da vida moderna. Campos apresenta a beleza dos “maquinismos em fúria” e da força da máquina por oposição à beleza tradicionalmente concebida. Exalta o progresso técnico, essa “nova revelação metálica e dinâmica de Deus”. A “Ode Triunfal” ou a “Ode Marítima” são bem o exemplo desta intensidade e totalização das sensações. A par da paixão pela máquina, há a náusea, a neurastenia provocada pela poluição física e moral da vida moderna. O futurismo nesta fase é visível no elogio da civilização industrial e da técnica (“Ó rodas, ó engrenagens, r-r-r-r-r-r eterno!”, Ode Triunfal), na ruptura com o subjectivismo da lírica tradicional e na transgressão da moral estabelecida. Quanto ao Sensacionismo, este revela-se na vivência em excesso das sensações (“Sentir tudo de todas as maneiras” – afastamento de Caeiro), no masoquismo (“Rasgar-me todo, abrir-me completamente, / tornar-me passento/ A todos os perfumes de óleos e calores e carvões…”, Ode Triunfal) e na expressão do poeta como cantor lúcido do mundo moderno.
Citações que sintetizam a fase:
"Quero ir na vida como um automóvel último modelo"
"Quero sentir tudo de todas as maneiras"
3ª Fase – Intimista/Pessimista
A fase intimista é aquela em que, perante a incapacidade das realizações, traz de volta o desalento que provoca “Um supremíssimo cansaço, /Íssimo,íssimo,íssimo /Cansaço…”. Nesta fase, Campos sente-se vazio, um marginal, um incompreendido. Sofre fechado em si mesmo, angustiado e cansado. Como temáticas destacam-se: a solidão interior, a incapacidade de amar, a descrença em relação a tudo, a nostalgia da infância, a dor de ser lúcido, a estranheza e a perplexidade, a oposição sonho/realidade – frustração, a dissolução do “eu”, a dor de pensar e o conflito entre a realidade e o poeta. O poema "Tabacaria", escrito em 1928 e publicado em 1933, é a maior obra da última fase de Álvaro de Campos.

Citação que sintetiza a fase:
"íssimo, issimo, issimo , cansaço"

## Expressividade da linguagem
Nível fónico
a) Poemas muito extensos e poemas curtos;
b) Versos brancos e versos rimados;
c) Assonâncias, onomatopeias exageradas, aliterações ousadas;
d) Ritmo crescente/decrescente ou lento nos poemas pessimistas.
Nível morfo-sintáctico
a) Na fase futurista, excesso de expressão: enumerações exageradas, exclamações, interjeições variadas, versos formados apenas com verbos, mistura de níveis de língua, estrangeirismos, neologismos, desvios sintácticos;
b) Na fase intimista, modera o nível de expressão, mas não abandona a tendência para o exagero.
Nível semântico
a) Apóstrofes, anáforas, personificações, hipérboles, oximoros, metáforas ousadas, polissíndetos.

## Curiosidades
Encontra-se um breve texto de Álvaro de Campos intitulado "Nota ao acaso" no número três da revista Sudoeste (1935) dirigida por Almada Negreiros.
Existe uma biblioteca com seu nome em Tavira.

## Alguns poemas

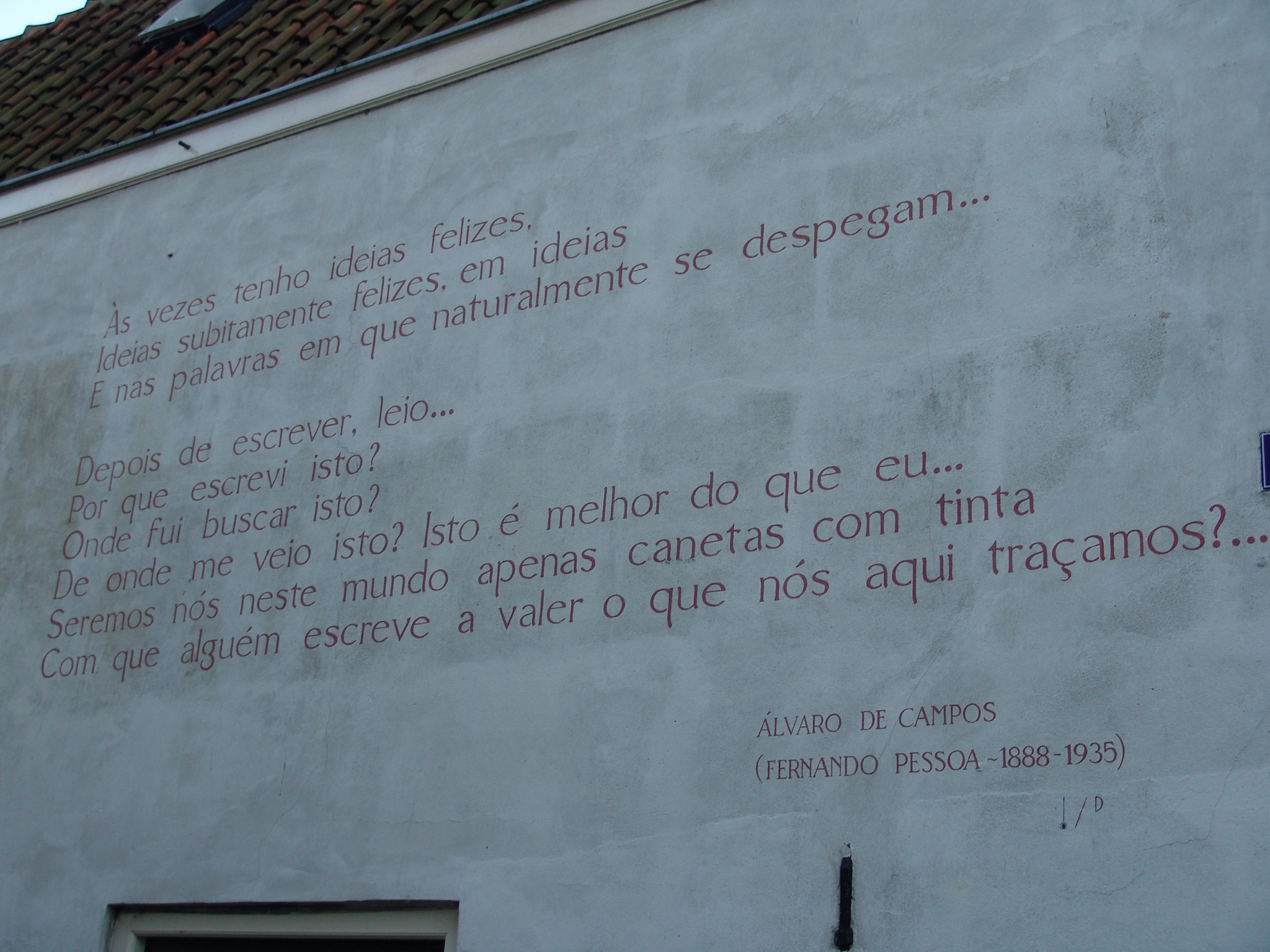
"Às vezes tenho ideias felizes" na Leida

- Passagem das Horas, 1916
- Apontamento, 1929
- Tabacaria, 1929
- Magnificat, 1933
- Aniversário, 1930
- Lisbon Revisited, 1923
- Poema em Linha Reta
- Ode Triunfal
- Se te Queres

## Outros heterónimos
- Alberto Caeiro
- Ricardo Reis
- Bernardo Soares